# Halowe Mistrzostwa Świata w Lekkoatletyce 2018 – pięciobój kobiet
Pięciobój kobiet – jedna z konkurencji rozgrywanych podczas halowych lekkoatletycznych mistrzostw świata w National Indoor Arena w Birmingham.
Tytułu mistrzowskiego nie broniła Kanadyjka Brianne Theisen-Eaton.
Złotą medalistką została reprezentantka gospodarzy Katarina Johnson-Thompson.

## Terminarz
| Data    | Godzina |                                |
| ------- | ------- | ------------------------------ |
| 2 marca | 10:18   | Bieg na 60 metrów przez płotki |
| 2 marca | 11:55   | Skok wzwyż                     |
| 2 marca | 13:30   | Pchnięcie kulą                 |
| 2 marca | 18:00   | Skok w dal                     |
| 2 marca | 20:17   | Bieg na 800 metrów             |

## Wyniki
| WR – rekord świata \| CR – rekord mistrzostw świata \| NR – rekord kraju \| AR – rekord kontynentu \| WL – najlepszy wynik na listach światowych w sezonie 2018 \| SB – najlepszy wynik w sezonie \| PB – rekord życiowy |

### Klasyfikacja końcowa
Źródło: IAAF
     Najlepsze wyniki w konkurencji
| Pozycja | Zawodniczka               | Reprezentacja     | 60 m p.pł. | HJ   | SP    | LJ   | 800m    | Punkty | Uwagi |
| ------- | ------------------------- | ----------------- | ---------- | ---- | ----- | ---- | ------- | ------ | ----- |
| 01 !    | Katarina Johnson-Thompson | Wielka Brytania   | 8,36       | 1,91 | 12,68 | 6,50 | 2:16,63 | 4750   | SB    |
| 02 !    | Ivona Dadic               | Austria           | 8,32       | 1,82 | 14,27 | 6,40 | 2:17,82 | 4700   | SB    |
| 03 !    | Yorgelis Rodríguez        | Kuba              | 8,57       | 1,88 | 14,15 | 6,15 | 2:17,70 | 4637   | NR    |
| 4.      | Eliška Klučinová          | Czechy            | 8,65       | 1,82 | 14,76 | 6,20 | 2:19,16 | 4579   |       |
| 5.      | Erica Bougard             | Stany Zjednoczone | 8,07       | 1,85 | 12,31 | 6,18 | 2:19,51 | 4571   |       |
| 6.      | Xénia Krizsán             | Węgry             | 8,38       | 1,82 | 13,88 | 6,09 | 2:18,12 | 4559   |       |
| 7.      | Alina Szuch               | Ukraina           | 8,85       | 1,82 | 14,08 | 6,09 | 2:18,36 | 4466   |       |
| 8.      | Lecabela Quaresma         | Portugalia        | 8,51       | 1,76 | 14,12 | 6,01 | 2:19,85 | 4424   | SB    |
| 9.      | Kendell Williams          | Stany Zjednoczone | 8,08       | 1,76 | 12,13 | 6,30 | 2:24,60 | 4414   |       |
| 10.     | Caroline Agnou            | Szwajcaria        | 8,56       | 1,73 | 14,92 | 5,96 | 2:21,08 | 4397   |       |
| 11.     | Kateřina Cachová          | Czechy            | 8,20       | 1,70 | 12,18 | 5,94 | 2:18,90 | 4282   |       |
| 12.     | Antoinette Nana Djimou    | Francja           | 8,29       | 1,70 | 15,52 | 6,13 | DNF     | 3705   |       |